# Sierra de Catatiri
Die Sierra de Catatiri ist ein Bergland im Departamento Cochabamba und Departamento Chuquisaca in Bolivien.
Die Sierra de Catatiri hat eine Länge von 75 Kilometern und ist bis zu 25 Kilometer breit. Die Bergrücken der Sierra de Catatiri liegen auf bis über 3000 Meter Höhe, ihre beiden höchsten Gipfel sind der Cerro Tiano im Zentrum der Bergregion und der Cerro Achupalla weiter im Süden, beide weisen eine Höhe von 3350 m auf.

## Lage
Die Sierra de Catatiri bildet eine Verbindung zwischen der bolivianischen Cordillera Oriental und der Cordillera Central und erstreckt sich in südöstlicher Richtung. Die Sierra de Catatiri liegt zwischen Aiquile im Norden und Pasopaya im Süden und bedeckt Teile der Provinz Narciso Campero, der südöstlichsten Provinz im Departamento Cochabamba, und der Provinz Jaime Zudáñez, der nördlichsten Provinz des Departamento Chuquisaca.  Im Westen wird die Bergregion begrenzt durch den Río Novillero und durch einen Teilabschnitt des Río Grande, der dann die Sierra de Catatiri von Westen nach Osten durchschneidet; im Osten durch den Río Seripona und den Río Zudáñez.

## Klima und Höhenstufen
Die Sierra de Catatiri unterteilt sich in zwei Höhenstufen. Die Flusstäler erstrecken sich meist von 1800 bis 2200 Meter Meereshöhe. Die durchschnittliche Temperatur liegt hier bei 20 °C, mit einem Jahresniederschlag von etwa 500 mm. Die Gipfelregion auf mehr als 3000 Meter Höhe weist eine Durchschnittstemperatur von unter 10 °C auf.

## Besiedlung
Die engen Täler der Sierra lassen wenig Raum für Verkehrsflächen, landwirtschaftlichen Anbau und Siedlungsflächen, daher ist die Region nur äußerst dünn besiedelt. Siedlungen mit mehreren hundert Einwohnern finden sich nur an den Rändern der Sierra de Catatiri, neben Aiquile und Pasopaya sind das vor allem Siedlungen entlang des Río Novillero, wie Novillero, Tipapampa, Chinguri, Quiroga und Eje Pampa.